# Ctenosaura
Ctenosaura é um gênero de lagarto comumente conhecido como iguanas de cauda espinhosa ou Ctenosauros. O gênero faz parte da grande família de lagartos Iguanidae e é nativa do México e da América Central.  O nome é derivado de duas palavras gregas: ctenos (κτενός), que significa "pente" (referindo-se ao pente como espinhos nas costas e cauda do lagarto) e saura (σαύρα), que significa "lagarto".

## Descrição
As espécies variam em tamanho (comprimento total, incluindo a cauda) de cerca de 12,5 centímetros (4,9 in) para bem mais de 1 metro (39 in). A característica distintiva deste gênero é a presença de escamas espinhosas na cauda.

## Dieta
Os ctenossauros são geralmente onívoros, alimentando-se de frutas, flores, folhagens e pequenos animais.

## Cativeiro
C. similis e C. quinquecarinata são populares como animais de estimação.

## Espécies invasivas
Pelo menos duas espécies, Ctenosaura pectinata e Ctenosaura similis, foram introduzidas nas áreas do sul do Texas e da Flórida.

## Rapidez
A velocidade recorde mundial para os lagartos (34,6 km/h) foi alcançada por uma iguana da Costa Rica, uma Ctenosaura similis.

## Espécies
O gênero Ctenosaura representa o grupo mais diversificado de iguanas com 13 espécies reconhecidas atualmente e pelo menos duas espécies não reconhecidas. Essas espécies habitam florestas secas de terras baixas, abaixo de 1.200 metros (3.900 pés) de altitude, nas duas costas do México e da América Central. Todas as espécies de Ctenosaura estão dentro de um dos sete clados. Distribuições desses clados caem geograficamente dentro de áreas bem estabelecidas. Espécies intimamente relacionadas mostram alopatria, enquanto espécies de clados divergentes mostram simpatria.